# Gmina Baška Voda
Gmina Baška Voda (chorw. Općina Baška Voda) – gmina w Chorwacji, w żupanii splicko-dalmatyńskiej. Jej obszar zaliczany jest do Riwiery Makarskiej. W 2011 roku liczyła 2775 mieszkańców.

## Miejscowości
Gmina składa się z następujących miejscowości:
- Baška Voda
- Bast
- Krvavica
- Promajna

## Gospodarka
Głównym źródłem dochodu dla miejscowej ludności jest przemysł turystyczny. Gmina posiada bardzo szerokie zaplecze turystyczne. W miasteczku, podobnie jak w pozostałych osadach gminy, znajdują się liczne hotele, prywatne pensjonaty i pola namiotowe. W sezonie turystycznym przebywa tu największa liczba turystów spośród wszystkich miejscowości na Riwierze Makarskiej (średnio 500 tys.). Niegdyś znajdowało się w niej znane uzdrowisko „Dječje selo” koło Promajny, do którego przyjeżdżały dzieci z problemami oddechowymi z byłej SFR Jugosławii i zagranicy. Po wojnie domowej zostało opuszczone.